# Luzia Guimarães
Luzia Guimarães é uma contadora e professora brasileira.
Guimarães fez parte da primeira turma que se graduou em Ciências Contábeis na Universidade Federal de Mato Grosso (UFMT). Possui o título de mestre pela Faculdade de Economia e Administração da Universidade de São Paulo (USP).
Dentro da UFMT, atuou como docente e também como dirigente universitária em todos os níveis da administração: subchefe do Departamento de Ciências Contábeis, vice-coordenadora e coordenadora do então Centro de Ciências Sociais, sub-reitora de Planejamento e, finalmente, reitora. Guimarães foi eleita democraticamente para comandar a universidade federal em 1992, tendo sido a primeira mulher a assumir a reitoria da instituição. Após aposentar-se pela UFMT, foi reitora do Centro Universitário Cândido Rondon.